# Sondre Brunstad Fet
Sondre Brunstad Fet (Ålesund, Noruega, 17 de enero de 1997) es un futbolista noruego. Su posición es la de centrocampista y su club es el F. K. Bodø/Glimt de la Eliteserien de Noruega.

## Trayectoria

### F. K. Bodø/Glimt
El 29 de mayo de 2020 se hizo oficial su llegada a préstamo por un año con opción a compra.
El 27 de octubre se hace válida la opción de compra y firma un contrato hasta 2023.

## Estadísticas

### Clubes
Actualizado al último partido jugado el 8 de mayo de 2022.
| Aalesunds FK · Noruega | 1.ª           | 2014          | 1   | 0  | - | - | -  | - | 1   | 0  | 0    |
| Aalesunds FK · Noruega | 1.ª           | 2015          | 3   | 0  | - | - | -  | - | 3   | 0  | 0    |
| Aalesunds FK · Noruega | 1.ª           | 2016          | 16  | 2  | 1 | 0 | -  | - | 17  | 2  | 0.12 |
| Aalesunds FK · Noruega | 1.ª           | 2017          | 26  | 0  | 2 | 0 | -  | - | 28  | 0  | 0    |
| Aalesunds FK · Noruega | 2.ª           | 2018          | 30  | 4  | 2 | 0 | -  | - | 32  | 4  | 0.13 |
| Aalesunds FK · Noruega | 2.ª           | 2019          | 18  | 2  | 3 | 1 | -  | - | 21  | 3  | 0.14 |
| Aalesunds FK · Noruega | Total club    | Total club    | 94  | 8  | 8 | 1 | 0  | 0 | 102 | 9  | 0.09 |
| F. K. Bodø/Glimt · Noruega | 1.ª           | 2020          | 26  | 5  | - | - | 3  | 0 | 29  | 5  | 0.17 |
| F. K. Bodø/Glimt · Noruega | 1.ª           | 2021          | 26  | 3  | - | - | 13 | 1 | 39  | 4  | 0.10 |
| F. K. Bodø/Glimt · Noruega | 1.ª           | 2022          | 1   | 0  | - | - | -  | - | 1   | 0  | 0    |
| F. K. Bodø/Glimt · Noruega | Total club    | Total club    | 53  | 8  | 0 | 0 | 16 | 1 | 69  | 9  | 0.13 |
| Total carrera | Total carrera | Total carrera | 147 | 16 | 8 | 1 | 16 | 1 | 171 | 18 | 0.11 |
| (1) Incluye datos de Copa de Noruega. (2) Incluye datos de Liga Europa de la UEFA. (3) No incluye goles en partidos amistosos. |               |               |     |    |   |   |    |   |     |    |      |

## Palmarés

### Títulos nacionales
| Título                      | Club             | País    | Año  |
| --------------------------- | ---------------- | ------- | ---- |
| Primera División de Noruega | Aalesunds FK     | Noruega | 2019 |
| Eliteserien                 | F. K. Bodø/Glimt | Noruega | 2020 |
| Eliteserien                 | F. K. Bodø/Glimt | Noruega | 2021 |
| Eliteserien                 | F. K. Bodø/Glimt | Noruega | 2023 |
| Eliteserien                 | F. K. Bodø/Glimt | Noruega | 2024 |